# Circonscription de Murray

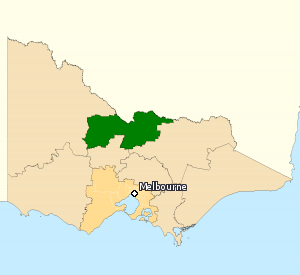
La circonscription de Murray (en vert) au Victoria.

La circonscription de Murray est une circonscription électorale australienne située au nord de l'État de Victoria en Australie. 
La circonscription a été créée lors du redécoupage de la carte électorale du 11 mai 1949 et le siège attribué lors de l'élection fédérale de 1949. Elle porte le nom du fleuve Murray qui sépare le Victoria de la Nouvelle-Galles du Sud, le fleuve lui-même tirant son nom de George Murray qui fut ministre britannique de la Défense et des Colonies. 
Son premier député fut John McEwen qui fut premier ministre d'Australie pendant quelques jours après la mort de Harold Holt.
Elle est un siège assuré pour la coalition libéraux-nationaux.

## Députés
| Nom           | Parti             | Période de mandat |
| ------------- | ----------------- | ----------------- |
| John McEwen   | Country           | 1949–1971         |
| Bruce Lloyd   | Country, National | 1971–1996         |
| Sharman Stone | Libéral           | 1996-en cours     |